# جو کول (بازیگر)
جو کول(نام کامل وی: جوزف مایکل کول)  (انگلیسی: Joe Cole؛ Joseph Michael Cole زادهٔ ۲۸ نوامبر ۱۹۸۸ هنرپیشه و اهل انگلستان است.
برخی از برجسته ترین نقش های او عبارتند از:
از فیلم‌ها یا برنامه‌های تلویزیونی که وی در آن نقش داشته‌است می‌توان به جک ریچر، مسیر طولانی سقوط، پیکی بلایندرز، سقوط کردن، اتاق سبز، راز در چشمانشان، وودشاک، تشکر به خاطر خدمت‌تان، نیایش قبل از سپیده‌دم،  هنگ د دی‌جی ، در برابر یخ و گنگز آو لندن اشاره کرد.